# Gran Premio Ciclomotoristico 1961
Il Gran Premio Ciclomotoristico delle Nazioni 1961, già Roma-Napoli-Roma, trentottesima ed ultima edizione della corsa, si svolse dal 25 aprile al 1º maggio 1961 su un percorso di 1340,3 km, suddiviso su 7 tappe (la seconda e la sesta suddivise in 2 semitappe). La vittoria fu appannaggio del francese Jean Graczyk, che completò il percorso in 37h02'25", precedendo l'italiano Graziano Battistini ed il belga Hilaire Couvreur.

## Tappe
| Tappa  | Data      | Percorso                          | km     | Vincitore di tappa  | Leader cl. generale |
| ------ | --------- | --------------------------------- | ------ | ------------------- | ------------------- |
| 1ª     | 25 aprile | Roma > L'Aquila                   | 145,9  | Carlo Brugnami      | Carlo Brugnami      |
| 2ª-1   | 26 aprile | L'Aquila > Teramo                 | 76,4   | Guido Carlesi       | ?                   |
| 2ª-2   | 26 aprile | Teramo > Pescara                  | 87,5   | Jo de Haan          | ?                   |
| 3ª     | 27 aprile | Ortona > Foggia                   | 206,8  | Silvano Ciampi      | ?                   |
| 4ª     | 28 aprile | Foggia > Campobasso               | 209,6  | Graziano Battistini | ?                   |
| 5ª     | 29 aprile | Campobasso > Salerno              | 170,2  | Jean Graczyk        | ?                   |
| 6ª-1   | 30 aprile | Salerno > Castellammare di Stabia | 82,7   | Silvano Ciampi      | ?                   |
| 6ª-2   | 30 aprile | Castellammare di Stabia > Caserta | 97,9   | Antonio Bailetti    | ?                   |
| 7ª     | 1º maggio | Caserta > Roma/Castel Fusano      | 263,3  | Diego Ronchini      | Jean Graczyk        |
| Totale | Totale    | Totale                            | 1340,3 |                     |                     |

## Dettagli delle tappe

### 1ª tappa
- 25 aprile: Roma > L'Aquila – 145,9 km

Risultati
| Pos. | Corridore      | Squadra | Tempo    |
| ---- | -------------- | ------- | -------- |
| 1    | Carlo Brugnami | Torpado | 3h49'16" |
| 2    | Diego Ronchini | Carpano | a 12"    |
| 3    | Emile Daems    | Philco  | a 17"    |

| Pos. | Corridore      | Squadra | Tempo |
| ---- | -------------- | ------- | ----- |
| 1    | Carlo Brugnami | Torpado | ?     |

### 2ª tappa, 1ª semitappa
- 26 aprile: L'Aquila > Teramo – 76,4 km

Risultati
| Pos. | Corridore        | Squadra | Tempo    |
| ---- | ---------------- | ------- | -------- |
| 1    | Guido Carlesi    | Philco  | 1h52'27" |
| 2    | Michel Van Aerde | Carpano | a 12"    |
| 3    | Emile Daems      | Philco  | s.t.     |

| Pos. | Corridore | Squadra | Tempo |
| ---- | --------- | ------- | ----- |
| 1    | ?         | ?       | ?     |

### 2ª tappa, 2ª semitappa
- 26 aprile: Teramo > Pescara – 87,5 km

Risultati
| Pos. | Corridore   | Squadra  | Tempo    |
| ---- | ----------- | -------- | -------- |
| 1    | Jo de Haan  | Saint-R. | 2h12'29" |
| 2    | Guy Claud   | Helyett  | a 2"     |
| 3    | Emile Daems | Philco   | a 13"    |

| Pos. | Corridore | Squadra | Tempo |
| ---- | --------- | ------- | ----- |
| 1    | ?         | ?       | ?     |

### 3ª tappa
- 27 aprile: Ortona > Foggia – 206,8 km

Risultati
| Pos. | Corridore        | Squadra | Tempo    |
| ---- | ---------------- | ------- | -------- |
| 1    | Silvano Ciampi   | Philco  | 5h08'22" |
| 2    | Hilaire Couvreur | Carpano | a 48"    |
| 3    | Renato Spinello  | Atala   | a 4'20"  |

| Pos. | Corridore | Squadra | Tempo |
| ---- | --------- | ------- | ----- |
| 1    | ?         | ?       | ?     |

### 4ª tappa
- 28 aprile: Foggia > Campobasso – 209,6 km

Risultati
| Pos. | Corridore           | Squadra | Tempo    |
| ---- | ------------------- | ------- | -------- |
| 1    | Graziano Battistini | Legnano | 6h41'15" |
| 2    | Jean Graczyk        | Helyett | a 46"    |
| 3    | Pietro Chiodini     | Molteni | a 1'39"  |

| Pos. | Corridore | Squadra | Tempo |
| ---- | --------- | ------- | ----- |
| 1    | ?         | ?       | ?     |

### 5ª tappa
- 29 aprile: Campobasso > Salerno – 170,2 km

Risultati
| Pos. | Corridore      | Squadra  | Tempo    |
| ---- | -------------- | -------- | -------- |
| 1    | Jean Graczyk   | Helyett  | 4h36'35" |
| 2    | Diego Ronchini | Carpano  | a 17"    |
| 3    | Jo de Haan     | Saint-R. | a 38"    |

| Pos. | Corridore | Squadra | Tempo |
| ---- | --------- | ------- | ----- |
| 1    | ?         | ?       | ?     |

### 6ª tappa, 1ª semitappa
- 30 aprile: Salerno > Castellammare di Stabia – 87,2 km

Risultati
| Pos. | Corridore       | Squadra | Tempo    |
| ---- | --------------- | ------- | -------- |
| 1    | Silvano Ciampi  | Philco  | 2h31'19" |
| 2    | Jos Hoevenaers  | Ghigi   | s.t.     |
| 3    | Adriano Zamboni | Molteni | a 38"    |

| Pos. | Corridore | Squadra | Tempo |
| ---- | --------- | ------- | ----- |
| 1    | ?         | ?       | ?     |

### 6ª tappa, 2ª semitappa
- 30 aprile: Castellammare di Stabia > Caserta – 97,9 km

Risultati
| Pos. | Corridore        | Squadra  | Tempo    |
| ---- | ---------------- | -------- | -------- |
| 1    | Antonio Bailetti | Bianchi  | 2h29'09" |
| 2    | Diego Ronchini   | Carpano  | a 54"    |
| 3    | Jo de Haan       | Saint-R. | a 55"    |

| Pos. | Corridore | Squadra | Tempo |
| ---- | --------- | ------- | ----- |
| 1    | ?         | ?       | ?     |

### 7ª tappa
- 1º maggio: Caserta > Roma/Castel Fusano – 263,3 km

Risultati
| Pos. | Corridore      | Squadra  | Tempo    |
| ---- | -------------- | -------- | -------- |
| 1    | Diego Ronchini | Carpano  | 7h31'16" |
| 2    | Jo de Haan     | Saint-R. | a 4"     |
| 3    | Walter Martin  | Carpano  | a 43"    |

| Pos. | Corridore           | Squadra | Tempo     |
| ---- | ------------------- | ------- | --------- |
| 1    | Jean Graczyk        | Helyett | 37h02'25" |
| 2    | Graziano Battistini | Legnano | a 11'06"  |
| 3    | Hilaire Couvreur    | Carpano | a 12'14"  |

## Classifiche finali

### Classifica generale
| Pos. | Corridore           | Squadra                 | Tempo     |
| ---- | ------------------- | ----------------------- | --------- |
| 1    | Jean Graczyk        | Helyett                 | 37h02'25" |
| 2    | Graziano Battistini | Legnano                 | a 11'06"  |
| 3    | Hilaire Couvreur    | Carpano                 | a 12'14"  |
| 4    | Jo de Haan          | Saint-Raphaël-Géminiani | a 15'44"  |
| 5    | Silvano Ciampi      | Philco                  | a 16'26"  |
| 6    | Diego Ronchini      | Carpano                 | a 16'33"  |
| 7    | Michel Van Aerde    | Carpano                 | a 19'21"  |
| 8    | Jos Hoevenaers      | Ghigi                   | a 19'36"  |
| 9    | Walter Martin       | Carpano                 | a 19'49"  |
| 10   | Carlo Brugnami      | Torpado                 | a 20'16"  |